# 12 Bootis
12 Bootis, som är stjärnans Flamsteed-beteckning, eller d Bootis, är en dubbelstjärna i den sydvästra delen av stjärnbilden Björnvaktaren. Den har en skenbar magnitud på ca 4,83 och är synlig för blotta ögat där ljusföroreningar ej förekommer. Baserat på parallaxmätning inom Hipparcosuppdraget på ca 26,7 mas, beräknas den befinna sig på ett avstånd på ca 122 ljusår (ca 37 parsek) från solen. Stjärnan rör sig bort från solen med en heliocentrisk radiell hastighet av ca 10 km/s.

## Egenskaper
Primärstjärnan 12 Bootis A är en vit till gul underjättestjärna av spektralklass F9 IVw,. Den har en massa som är ca 1,4 gånger solens massa, en radie som är ca 2,9 gånger större än solens och utsänder ca 15 gånger mera energi än solen från dess fotosfär vid en effektiv temperatur på ca 6 100 K.
12 Bootis är en spektroskopisk dubbelstjärna  med en omloppsperiod runt dess masscentrum på 9,6045 dygn, och en uppskattad separation av 0,0035 bågsekunder. En följeslagare, 12 Bootis B, rapporterades med en separation på ungefär en bågsekund år 1989, men efterföljande undersökningar har upprepade gånger misslyckats med att upptäcka denna följeslagare.